# Tablette de Dispilió
La tablette de Dispilió est une tablette en bois portant des inscriptions, découverte lors des fouilles de George Hourmouziadis à Dispilió en Grèce, et datée au carbone 14 de 5202 (± 123) av. J.-C.. Elle a été trouvée en 1993 dans un établissement néolithique  qui occupait une île artificielle, au bord d'un lac, près du village moderne de Dispilió sur le lac Orestiáda, en Macédoine occidentale, en Grèce.

A : échantillons de « signes » gravés sur la tablette en bois de Dispilio et sur des artéfacts en argile de Dispilio, en Grèce. B : échantillons de signes linéaires A. C : échantillons de signes sur des tablettes d'argile paléo-européennes.

## Découverte
Le site lacustre lui-même a été trouvé au cours de l'hiver très sec de 1932, qui a abaissé le niveau du lac et fait apparaître des traces de peuplement. Une étude préliminaire a été réalisée en 1935 par Antonios Keramopoulos. Les fouilles ont commencé en 1992, dirigées par George Hourmouziadis, professeur d'archéologie préhistorique à l'Université Aristote de Thessalonique. Le site semble avoir été occupé sur une longue période, des derniers stades du Néolithique moyen (5600-5000 av. J.-C.) au Néolithique final (3000 av. J.-C.). Un certain nombre d'objets ont été trouvés, notamment des céramiques, des éléments structurels en bois, des restes de passerelles en bois, des graines, des os, des figurines, des ornements personnels, des flûtes et une tablette portant des inscriptions. L'analyse au carbone 14 permet une datation de 5202 (± 123) av. J.-C..
La découverte de la tablette a été annoncée lors d'un symposium, en février 1994, à l'Université de Thessalonique. Le paléoenvironnement, la botanique, les techniques de pêche, les outils et la céramique du site ont été décrits de manière informelle dans un article de magazine en 2000, et par Hourmouziadis en 2002.[réf. nécessaire]
La tablette elle-même a été partiellement endommagée lorsqu'elle a été exposée à un environnement riche en oxygène à sa sortie de la boue et de l'eau dans lesquelles elle a été immergée pendant une longue période de temps, et elle a donc été placée sous conservation. À la date de 2023, la publication académique complète de la tablette attend apparemment l'achèvement des travaux de conservation.